# Richard Pfeiffer
Richard Friedrich Johannes Pfeiffer (født 27. marts 1858 i Posen, død 15. september 1945 i Schlesien) var en tysk hygiejniker og bakteriolog.
Pfeiffer studerede medicin ved Friedrich Wilhelms Instituttet 1875—80. Han tog doktorgraden 1880 og blev samme år assistentlæge i hæren, var 1887 avanceret til stabslæge og blev assistent hos Robert Koch ved det hygiejniske institut 1888. Her studerede han kaninernes coccidiesygdom og opdagede en hidtil ukendt form for formering hos coccidium oviforme, samt desuden en ny bacille. Pfeiffer stod i hæren til 1890, blev året efter privatdocent og forstander for den videnskabelige afdeling af Institut für Infektionskrankheiten. Pfeiffers navn er knyttet til en influenzabacille, der dog næppe er specifik (Vorläufige Mittheilungen über die Erreger der Influenza i "Deutsche medizinische Wochenschrift", 1892). Hans forskninger over koleraens sygdomskim og over andre kommaformede bakterier udvidede i høj grad kendskabet til immuniteten og hjalp til at afgrænse kolera og tyfus fra andre smitsomme sygdomme, hvad der igen gav anledning til, at man kom ind på præventive indpodninger mod disse sygdomme. Opdagelsen af de specifikke immunsera og immunlegemerne skyldes også Pfeiffer, der 1897 udsendtes med den tyske pestekspedition til Indien og 1898 sammen med Koch til Italien for at studere malaria. Pfeiffer var 1894 blevet titulær professor, kaldtes 1899 til det ordentlige professorat i hygiejne i Königsberg, forflyttedes 1909 til Breslau og fik 1910 Pasteurmedaljen. Med Gaffky, Sticker og Dieudonné udgav han Bericht über die Tätigkeit der zur Erforschung der Pest 1897 nach Indien entsandten Kommission (1899), og med Proskauer Encyklopädie der Hygiene (1902—05).